# Малинская мебельная фабрика
Малинская мебельная фабрика (укр. Малинська меблева фабрика) — промышленное предприятие в городе Малин Житомирской области Украины.

## История
История предприятия началась возникшей в 1905 году артели из примерно 30 рабочих, производивших около 2000 гнутых стульев в месяц.
После Октябрьской революции предприятие было национализировано и в начале 1918 года насчитывало 100 работников, в 1922 году началась реконструкция предприятия, в ходе которой производственные процессы были механизированы. 
В течение 1925 - 1926 хозяйственного года фабрика изготавливала в основном деревянные стулья (сначала около 150 стульев в день, в 1927/1928 хозяйственном году - до 600 стульев в день).
В ходе первой и второй пятилеток фабрика была расширена и в 1936 году входила в число ведущих предприятий города, в это же время при фабрике была открыта библиотека.
После начала Великой Отечественной войны фабрика начала выпуск деревянных ящиков для патронов и снарядов. В ходе боевых действий и немецкой оккупации города (22 июля 1941 - 12 ноября 1943) фабрика была полностью разрушена, но вскоре после завершения боев в городе началось восстановление предприятия и в начале 1945 года она возобновила работу.
В 1958 году фабрика "Артель" изменила свое название на "Государственная фабрика гнутой мебели", а ежемесячный объем производства достиг 14000 единиц гнутых стульев.
В 1969 - 1972 для фабрики был построен и в 1972 году - введён в эксплуатацию новый производственный корпус. В это время численность работников предприятия составляла свыше 700 человек.
В 1950е - 1980е годы мебельная фабрика являлась одним из ведущих предприятий города.
После провозглашения независимости Украины государственное предприятие было преобразовано в коллективное предприятие. В 2004 году фабрика была реорганизована в частное предприятие.
В 2011 году фабрика освоила производство гранулированного биотоплива из древесных опилок и отходов производства.

## Современное состояние
Фабрика производит столы, стулья, межкомнатные двери, мягкую и корпусную мебель, а также твёрдое гранулированное биотопливо.